# Fortana
Le fortana est un cépage de raisins noirs cultivé en Émilie-Romagne, en Italie. Il apporte de l’acidité aux assemblages.

## Synonymes
Uva d'oro, Brugnola, Dallora nera, Prungentile, Malbo gentile, Uva francese nera, Brugnera, cassonetto, mincimoltu, babbarrottu di vigna.